# 市政廳音樂及戲劇學院
市政廳音樂及戲劇學院（英語：Guildhall School of Music and Drama）是英國倫敦一間獨立的音樂及戲劇藝術學院，創立於1880年，該學院的學生可以攻讀音樂、歌劇、戲劇、舞台管理和技術劇院課程。

## 歷史
市政廳音樂及戲劇學院的第一所學校設於艾爾特曼寶利的一個舊倉庫，但倉庫很快被證明太細小。新一所學校被建在約翰卡彭特街（John Carpenter Street），由城市建築師霍勒斯·瓊斯設計，1886年12月啟用。學院由倫敦市法團所擁有，並以其總部 − 倫敦市政廳命名，但學院並非是駐紮在倫敦市政廳內。 1935年以前，學院被稱為市政廳音樂學院（Guildhall School of Music）。1977年後，學院被移至巴比肯藝術中心的巴比肯建築群（Barbican Complex）的旁邊。 
2004年，市政廳音樂與戲劇學院的校外考試部門與倫敦聖三一學院表演藝術科考試合併，成為聖三一市政廳（Trinity Guildhall）考試，為校外學生提供表演和教學資格，如音樂、演講、戲劇和舞蹈。

## 現在
學院提供本科生和研究生學位課程以及少年市政廳（Junior Guildhall） - 一個逢星期六為4至18歲的學生而設的服務。 
學院表演場地包括一個308座位的戲劇和歌劇劇院、音樂廳、演講及演奏大廳和一個工作室。此外，學院的學生經常在倫敦其他的演出場地演出，包括巴比肯藝術中心、布里奇韋爾劇院（the Bridewell Theatre）、蘇豪劇院（Soho Theatre）、斯特拉特福天鵝劇院（the Swan, Stratford）和皇家法院（the Royal Court）。

## 未來
在2008年，學院開始重建鄰近的米爾頓庫爾築群（Milton Court complex），部分已被學院使用了數年由伦敦市和地產發展商Heron International出資興建的48層新大樓，將容納一個650個座位的音樂廳、一個220個座位的劇院、90個座位的工作室，以及電影、電視、廣播、教學、排練、辦公和支持服務。學院的擴建估計耗資約9,000萬英鎊。

## 外部連結
- Guildhall School of Music and Drama website （页面存档备份，存于）
- City selects preferred Milton Court developer (June 2006)
- Guildhall School seeks new extension (February 2006)
- Trinity Guildhall at the Trinity College, London